# Paracranidium pumilio
Paracranidium pumilio är en insektsart som först beskrevs av John Obadiah Westwood 1843.  Paracranidium pumilio ingår i släktet Paracranidium och familjen Phasmatidae. Inga underarter finns listade i Catalogue of Life.